# Deomys ferrugineus
Deomys ferrugineus é uma espécie de roedor da família Muridae. É a única espécie do gênero Deomys.
Pode ser encontrada nos seguintes países: Camarões, República Centro-Africana, República do Congo, República Democrática do Congo, Guiné Equatorial, Gabão, Ruanda e Uganda.
Os seus habitats naturais são: florestas subtropicais ou tropicais húmidas de baixa altitude, regiões subtropicais ou tropicais húmidas de alta altitude, rios e pântanos.

## Subespécies
- Deomys ferrugineus christyi Thomas, 1915
- Deomys ferrugineus ferrugineus Thomas, 1888